# Хильдебранд, Брианна
Бриа́нна Ке́йтлин Хи́льдебранд (англ. Brianna Caitlin Hildebrand; род. 14 августа 1996) — американская актриса, наиболее известная по роли Сверхзвуковой Боеголовки в фильмах «Дэдпул» (2016), «Дэдпул 2» (2018) и «Дэдпул и Росомаха» (2024).

## Биография
Хильдебранд появилась в веб-сериале «Annie Undocumented», который посчитали лучшим веб-сериалом на Нью-Йоркском телефестивале 2014 года. Сериал создали Дэниел Хсиа, Элейн Лоу и Брайан Янг.
Хильдебранд взяли на роль супергероини Сверхзвуковой Боеголовки в фильме «Дэдпул» 30 марта 2015 года. Фильм был снят в Ванкувере в апреле 2015 года и был выпущен 12 февраля 2016 года.
В июле 2017 года было объявлено, что Хильдебранд с постоянной ролью присоединилась к телесериалу «Изгоняющий дьявола». В 2021 году снялась в 6 сезоне сериала «Люцифер».
Хильдебранд идентифицирует себя как квир.

## Фильмография
Кино
| Год  | Название на русском                | Оригинальное название | Роль                     | Примечания                             |
| ---- | ---------------------------------- | --------------------- | ------------------------ | -------------------------------------- |
| 2015 | Призма                             | Prism                 | Джулия                   |                                        |
| 2015 | Голос внутри                       | The Voice Inside      | Грейс                    | Короткометражный фильм; также продюсер |
| 2016 | Первая девушка, которую я полюбила | First Girl I Loved    | Саша                     |                                        |
| 2016 | Дэдпул                             | Deadpool              | Сверхзвуковая Боеголовка |                                        |
| 2017 | Убить за лайк                      | Tragedy Girls         | Сэди Каннингем           |                                        |
| 2018 | Дэдпул 2                           | Deadpool 2            | Сверхзвуковая Боеголовка |                                        |
| 2019 | Игры с огнём                       | Playing with Fire     | Бринн                    |                                        |
| 2022 | Капсула времени                    | The Time Capsule      | Элис                     |                                        |
| 2024 | Дэдпул и Росомаха                  | Deadpool & Wolverine  | Сверхзвуковая Боеголовка |                                        |

Телевидение
| Год  | Название на русском | Оригинальное название | Роль   | Примечания               |
| ---- | ------------------- | --------------------- | ------ | ------------------------ |
| 2014 |                     | Annie Undocumented    | Джен   | Веб-сериал               |
| 2017 | Изгоняющий дьявола  | The Exorcist          | Верити | Постоянная роль, 2 сезон |
| 2019 | Воровки             | Trinkets              | Элоди  |                          |
| 2021 | Люцифер             | Lucifer               | Рори   | Постоянная роль, 6 сезон |

## Награды и номинации
| Год  | Награда            | Категория       | Номинант | Результат | Прим. |
| ---- | ------------------ | --------------- | -------- | --------- | ----- |
| 2016 | Teen Choice Awards | Звёздный прорыв | Дэдпул   | Номинация | [ 9 ] |